# Manfred Dambroth
Manfred Dambroth (* 19. Juni 1935 in Wriezen; † 12. April 1994 in Peine) war ein deutscher Pflanzenbauwissenschaftler.

## Leben
Dambroth, Sohn eines Landwirts, besuchte nach einer landwirtschaftlichen Lehre die Höhere Landbauschule in Witzenhausen und begann 1959 ein Studium an der Landwirtschaftlichen Fakultät der Universität Göttingen, das er nach sieben Semestern mit der Prüfung zum Diplomlandwirt abschloss. 1963 erhielt er eine Anstellung als wissenschaftlicher Mitarbeiter am Institut für Pflanzenbau und Saatgutforschung der Bundesforschungsanstalt für Landwirtschaft (FAL) in Braunschweig-Völkenrode. Ab 1976 leitete er als Professor und Direktor dieses Institut. Von 1986 bis 1987 war Manfred Dambroth Präsident der FAL.

## Forschungsschwerpunkte
Von Anbeginn seiner wissenschaftlichen Tätigkeit befasste sich Dambroth mit den Auswirkungen von Umweltfaktoren und Landbewirtschaftungsmaßnahmen auf die Ertragsbildung von Kulturpflanzen und auf die Qualität deren Ernteprodukte. Diese Fragestellungen waren bereits Gegenstand seiner Dissertation „Der Einfluss von Umwelt und pflanzenbauliche Maßnahmen auf die spezifische Widerstandsfähigkeit von Kartoffelknollen gegen mechanische Belastungen“, mit der er 1967 bei Eduard von Boguslawski an der Universität Gießen promoviert wurde.
Ende der 70er Jahre war Dambroth maßgebend an der Entwicklung von Forschungskonzepten für den Anbau von „Nachwachsenden Rohstoffen“ beteiligt. Er sah im Anbau von Kulturpflanzen zum Zwecke der Rohstoff- und Energiegewinnung eine zukunftsweisende Möglichkeit, die damalige Überschussproduktion abzubauen und dabei gleichzeitig die Landbewirtschaftung stärker nach ökologischen Gesichtspunkten auszurichten. In Zusammenarbeit mit Saatzuchtbetrieben und Universitätsinstituten wurde unter seiner Leitung die westdeutsche Genbank-Kulturpflanzen erheblich ausgebaut und später im Rahmen der Wiedervereinigung an das Institut für Pflanzengenetik und Kulturpflanzenforschung in Gatersleben weitergegeben. An seinem Institut wurden zahlreiche „Alternativpflanzen“ auf ihre Anbaueignung geprüft, neue Fruchtfolgesysteme erprobt und Verfahren zur „Konservierenden Bodenbearbeitung“ entwickelt. Diese Aktivitäten waren für ihn Bausteine für sein Konzept der „Integrierten Landbewirtschaftung“, einer Form des Landbaus, bei der nicht nur der Anbau der Kulturpflanzen im Mittelpunkt steht, sondern in angemessener Weise auch Belange des Natur- und Umweltschutzes und der Landschaftsgestaltung berücksichtigt werden.
Mit den Ergebnissen seiner Forschungsarbeiten und den praxisorientierten Schlussfolgerungen für die zukünftige Landbewirtschaftung hat Dambroth einen beachtlichen Beitrag für die ökologische Umorientierung des Landbaus in Deutschland geleistet. Durch seine anschaulichen Übersichtsbeiträge, durch seine engen Kontakte zur landwirtschaftlichen Praxis sowie durch seine Tätigkeit in zahlreichen nationalen und internationalen Organisationen konnte er aber auch selbst Agrar- und Wissenschaftspolitik aktiv mitgestalten.

## Schriften (Auswahl)
- Der Einfluß von Umwelt und pflanzenbaulichen Maßnahmen auf die spezifische Widerstandsfähigkeit von Kartoffelknollen gegen mechanische Belastungen. Dissertation, Justus-Liebig-Universität, Gießen 1967.
- mit Reinhard Seehuber: Flachs. Züchtung, Anbau und Verarbeitung. Ulmer, Stuttgart 1988.
- mit Thomas Forche, Claus Sommer: Pflanzenbauliche und landschaftsökologische Auswirkungen stillgelegter Flächen. Landwirtschaftsverlag, Münster 1993.